# 元光 (前秦)
元光（げんこう）は、中国、五胡十六国時代の前秦において右丞相であった竇衝が自立して使用した年号。

## 西暦との対照表
| 元光 | 元年  | 2年   |
| 西暦 | 393年 | 394年 |
| 干支 | 癸巳  | 甲午  |